# Horace Greeley
Horace Greeley (ur. 3 lutego 1811 w Amherst, zm. 29 listopada 1872 w pobliżu Nowego Jorku) – amerykański polityk, kongresmen, zecer, dziennikarz, wydawca prasowy, abolicjonista, kandydat na Prezydenta USA w 1872 roku.

## Życiorys
Początkowo był zecerem. W 1841 założył „New York Tribune”. Na łamach tego tytułu propagował koncepcje Fouriera. Przyczynił się do powstania falansterów, m.in. w Sylwanii (Pensylwania), istniejącego od 1843 do 1855. W okresie od 4 grudnia 1848 do 3 marca 1849 był przedstawicielem 6. okręgu wyborczego w stanie Nowy Jork w Izbie Reprezentantów Stanów Zjednoczonych. W czasie wojny secesyjnej należał do grona najchętniej czytanych dziennikarzy. Uważał, że Abraham Lincoln jest zbyt mało radykalny, jeśli chodzi o rozwiązanie kwestii niewolnictwa.
W 1872 część działaczy Partii Republikańskiej, która nie zgadzała się z ponowną nominacją Ulyssesa Simpsona Granta w wyborach prezydenckich, utworzyła Liberalną Partię Republikańską i na konwencji w Cincinnati wysunęła kandydaturę  Horace’a Greeleya. Greeley otrzymał także nominację Partii Demokratycznej. Grant zwyciężył w głosowaniu powszechnym i uzyskał 286 głosów w Kolegium Elektorów (ok. 81%). Ponieważ Greeley zmarł trzy tygodnie po wyborach, 66 elektorów, którzy zamierzali na niego zagłosować, oddało głosy na innych kandydatów.